# Svatá Apolena (Přimda)
Svatá Apolena je zaniklá osada u Přimdy v Plzeňském kraji.
Majitel panství Georg Maxmilian Lindel na místě nechal postavit kostel svaté Apoleny, vysvěcený roku 1670, neboť na místě byly objeveny léčivé prameny. Majitel panství měl problémy se zuby, podle jiných zdrojů sloužily prameny k léčbě očních chorob.
O svatodušních svátcích se zde konaly hojně navštěvované mše, o kostel pečovali dva poustevníci. Od roku 1938 byly mše slouženy pod širým nebem, protože už tehdy byl kostel v havarijním stavu.
Roku 1938 měla osada téměř 40 obyvatel, převážně německé národnosti. 
Osada Svatá Apolena byla před rokem 1960 jako součást pohraničního pásma zbořena.